# Кастелдикроче - Вутаро (Изернија)
Кастелдикроче - Вутаро је насеље у Италији у округу Изернија, региону Молизе.
Према процени из 2011. у насељу је живело 20 становника. Насеље се налази на надморској висини од 628 м.